# Genitalia

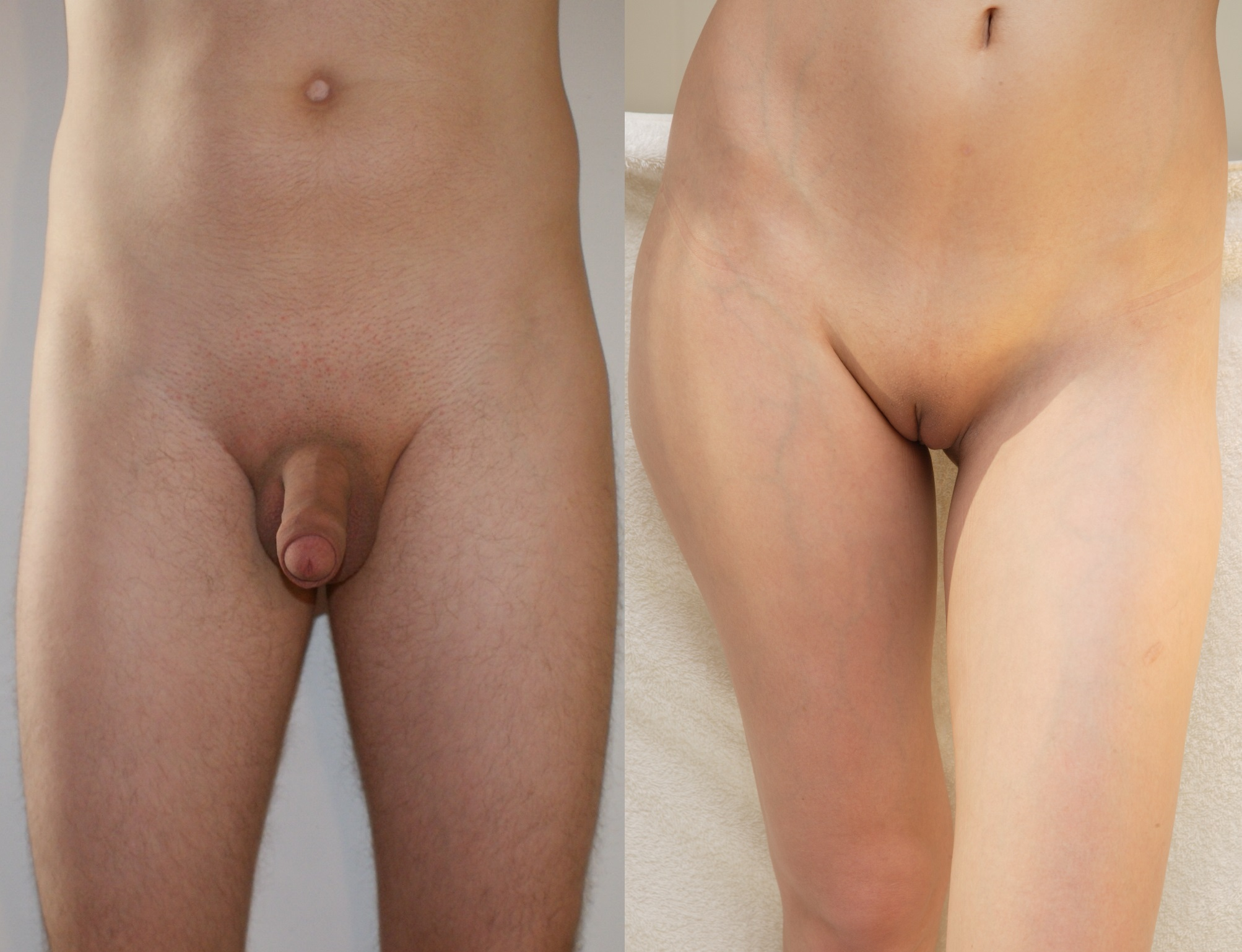
Męskie i żeńskie genitalia
(z wygolonym owłosieniem łonowym)

Genitalia – ogólny termin biologiczny odnoszący się do męskich lub żeńskich narządów płciowych i związanych z nimi struktur anatomicznych.
W szerokim sensie mówi się o genitaliach wewnętrznych i zewnętrznych, jednak u owadów zwykle odnosi się tylko do zewnętrznych narządów płciowych. Również w przypadku ludzi jest to potoczne określenie oznaczające albo kobiece, albo męskie zewnętrzne narządy płciowe. U pająków termin ten bywa zawężany do zesklerotyzowanych męskich i żeńskich struktur rozrodczych.